# Пазнас
Пазнас — река в России, течёт по территории Таштагольского и Новокузнецкого районов Кемеровской области.
Длина реки составляет 14 км.
Начинается на высоте примерно 440 м над уровнем моря к востоку от одноимённого урочища. В среднем течении по реке проходит граница между Таштагольским и Новокузнецким районами. Устье реки находится на высоте примерно 263 м над уровнем моря в 141 км по правому берегу реки Кондома.
Притоки (от истока): Светлый Ключ (правый), ручей Пазнас (левый), Медвежий (правый), Каменушка (левый).

## Данные водного реестра
По данным государственного водного реестра России относится к Верхнеобскому бассейновому округу, водохозяйственный участок реки — Кондома, речной подбассейн реки — Томь. Речной бассейн реки — (Верхняя) Обь до впадения Иртыша.
Код водного объекта в государственном водном реестре — 13010300112115200009684.